# 劳里亚诺
劳里亚诺（義大利語：Lauriano），是意大利都灵省的一个市镇。总面积14平方公里，人口1567人，人口密度111.9人/平方公里（2009年）。ISTAT代码为001129。